# Ion Ciubuc
Ion Ciubuc (n. 29 mai 1943, Hădărăuți, județul Hotin, Regatul României – d. 29 ianuarie 2018, Chișinău, Republica Moldova) a fost un economist și om politic din Republica Moldova, care a îndeplinit funcția de prim-ministru al Republicii Moldova (1997-1999).

## Biografie
Ion Ciubuc s-a născut la data de 29 mai 1943, în satul Hădărăuți (azi în raionul Ocnița). A absolvit în anul 1970 cursurile Institutului Agricol din Odessa, obținând calificarea de specialist în economie agrară. Ulterior a obținut și titlul științific de doctor în economie.
A lucrat inițial ca economist la Colhozul „1 Mai” din satul Hădărăuți (1960-1963), după care și-a satisfăcut serviciul militar obligatoriu în Armata Sovietică (1963-1966). Revenit în RSS Moldovenească, este numit ca economist-șef și președinte de colhoz în satele Hădărăuți și Trebisouți (1966-1973), apoi președinte al Consiliului colhozurilor din raionul Briceni (1973-1975).
Este trimis la un stagiu de pregătire politică organizat de Academia de Științe Sociale de pe lângă Comitetul Central al Partidului Comunist al Uniunii Sovietice, după care devine instructor al PCM în orașul Chișinău (1975-1976). Este transferat  apoi la Moscova ca auditor la Academia de Științe de pe lângă CC al PCUS (1976-1978). Revine în RSSM, fiind numit ca prim-secretar al Comitetului Raional Vulcănești al Partidului Comunist din RSS Moldovenească (1978–1984).
A lucrat în perioada 1960-1984 în diferite posturi din mai multe unități economice și instituții de stat. Între anii 1984-1986 a fost prim-vicepreședinte al Comitetului de Stat pentru Planificare (Gosplan) din RSS Moldovenească. Apoi, în perioada 1986-1989, a lucrat în calitate de șef al Departamentului de Cercetări agricole din cadrul Institutului de Cercetări Științifice în domeniul Agriculturii din RSS Moldovenească. Până în anul 1990, a deținut funcția de vicepreședinte al Complexului agro-industrial al RSS Moldovenească.

## Cariera politică
Între anii 1990-1991, Ion Ciubuc este prim-viceministru al economiei naționale al RSS Moldova. Din martie 1991 și până în septembrie 1991, îndeplinește funcția de prim-viceprim-ministru și reprezentant permanent al Guvernului Republicii Moldova pe lângă cabinetul de miniștri al URSS.
În perioada septembrie 1992 - aprilie 1994, deține funcția de prim-viceministru al afacerilor externe al Republicii Moldova. Apoi în perioada aprilie - decembrie 1994 este prim-viceministru al economiei din Republica Moldova. Prin hotărârea Parlamentului Republicii Moldova din 27 decembrie 1994, Ion Ciubuc este numit în funcția de președinte al Curții de Conturi. Pentru activitatea îndelungată și rodnică în organele financiar-bancare, contribuție substanțială la prefecționarea controlului economico-financiar și înalt profesionalism, Ion Ciubuc a fost decorat la 31 decembrie 1996 cu Ordinul "Gloria Muncii".
Între 24 ianuarie 1997 și 1 februarie 1999, Ion Ciubuc a fost prim-ministru al Republicii Moldova în două guverne succesive (a doua numire având loc la 22 mai 1998).
La 1 februarie 1999, Ion Ciubuc demisionează din funcția de prim-ministru și astfel pleca de la putere primul guvern instalat de Coaliția de centru dreapta - Alianța pentru Democrație și Reforme. La data de 19 februarie 1999, omul de afaceri Ion Sturza, la acea ora deja vicepremier și ministru al economiei în cabinetul Ciubuc este desemnat pentru funcția de prim-ministru al Republicii Moldova de către președintele Petru Lucinschi.
În ultimii ani de viață, era director al companiei „Interagroinvest”.
Ion Ciubuc a fost căsătorit și tată a doi copii.